# The Spiritual
The Spiritual ist ein Musikalbum des Art Ensemble of Chicago. Die am 26. Juni 1969 in den Polydor Studios (Dames II), Paris entstandenen Aufnahmen erschienen erstmals 1972 auf RCA/Freedom.

## Hintergrund
Einige der nachhaltigsten Werke des Art Ensembles entstanden während ihrer Zeit in Europa, notierte Eden Tizard. Dort wurde ihnen auch von einem lokalen Veranstalter ein neuer Name gegeben, da sie zuvor unter dem Namen The Roscoe Mitchell Art Ensemble gearbeitet hatten. Wie Jarman sagte, war die Gruppe nun „eine Macht, die größer war als sie selbst“. Die kinetische Kraft dieses neu benannten Ensembles war offensichtlich. Die zeigte das Art Ensemble auf Platten wie People in Sorrow oder Les Stances à Sophie, ein Album, als dessen Höhepunkt das Eröffnungsstück „Themes de Yoyo“ gilt, so Tizard.
In dieser Phase entstanden zunächst die Alben A Jackson in Your House (23. Juni 1969) und drei Tage später das Material für die LPs The Spiritual und  Tutankhamun. Für diese Sessions arbeitete die Gruppe noch als Quartett ohne Schlagzeuger reduziert, doch die Holzbläser Joseph Jarman und Roscoe Mitchell, der Trompeter Lester Bowie und der Bassist/Banjo-Spieler Malachi Favors sind alle auch auf verschiedenen Arten von Perkussion tätig.

## Titelliste
- Art Ensemble of Chicago:The Spiritual (Polydor 2382098)[3]

1. Toro	8:25
2. Lori Song	3:53
3. That The Evening Sky Fell Through the Glass Wall and We Stood Alone Somewhere?	5:58
4. The Spiritual	20:07

## Rezeption
Die Allmusic-Redaktion verlieh dem Album in vier Sterne und schrieb, dieses atemberaubende Album zeige das Art Ensemble of Chicago auf seinem künstlerischen Höhepunkt. Bei dieser Session würde einen der Hauptzweige des Jazz, erforscht, New Orleans Jazz, Gospel- und Second-Line-Musik, ohne dabei auf ihre freieren Klänge zu verzichten. Tatsächlich könne die Gruppe ohne einen traditionellen Schlagzeuger in ihrer ungehemmtesten Form spielen, ohne an Tempokonventionen gebunden zu sein. Doch irgendwie habe diese Musik etwas Erdiges an sich, besonders im großartigen Titelstück und dem geheimnisvoll schönen „That the Evening Sky Fell Through the Glass Wall and We Stood Alone Somewhere?“, das dem Art Ensemble den Boden unter den Füßen halte. Das Hören sei ein Erlebnis, das mit der Lektüre von Ishmael Reeds lebhaft ironischer Verspottung der westlichen Kultur, Mumbo Jumbo, vergleichbar sei.

## Editorischer Hinweis
Das Album erschien 1972 auf dem Label RCA/Freedom (FLP40108) mit dem Titel The Spiritual, in Japan auf Trio Records (#PA7034) als This is Freedom. Gekoppelt mit Tutankhamun und den beiden Takes von „Tthinitthedalen“ (nur mit Roscoe Mitchell und Malachi Favors Maghostut) auf der Doppel-LP The Paris Session auf dem Label Freedom. Ab 1988 erschienen Ausgaben des Albums als Compact Disc in Japan auf Freedom, in Deutschland auf Black Lion Records, in den USA auf 1201 Music.